# Коршунов, Борис Степанович
Бори́с Степа́нович Ко́ршунов (31 августа 1935, Москва — январь 2024, Москва) — советский и российский альпинист, 9-кратный «Снежный барс» (1981—2004), мастер спорта СССР международного класса (1970).

## Биография
Родился 31 августа 1935 года в Москве. Занимался альпинизмом с 1954 года (впервые поехал в альпинистский лагерь «Химик»).

Дружил с В.Высоцким, Ю.Визбором, В.Гиппенрейтером.

Принимал участие в биологических программах Института космической биологии и медицины по выявлению возможностей человеческого организма; в частности, переносимость человеком —60 °C (шестидесятиградусного мороза) в лёгком костюме, при интенсивном обдуве.

Жил в Зеленограде.
Скончался в январе 2024 года на 89-м году жизни.

### Личная жизнь
Дочь Ольга, врач.

## Рекорды
- Стал 9-кратным «Снежным барсом» (1981—2004)[1], причём в сезоне 1999 года — дважды.
- Выполнил в последний раз норматив в возрасте 69 лет[1].